# کوسکوهیگرین
کوسکوهیگرین (به انگلیسی: Cuscohygrine) با فرمول شیمیایی C۱۳H۲۴N۲O یک ترکیب شیمیایی است. که جرم مولی آن ۲۲۴٫۳۴ g/mol می‌باشد. 